# 8410 Hiroakiohno
8410 Hiroakiohno eller 1996 QZ1 är en asteroid i huvudbältet som upptäcktes den 24 augusti 1996 av de båda japanska astronomerna Seiji Ueda och Hiroshi Kaneda i Kushiro. Den är uppkallad efter japanen Hiroaki Ohno.
Asteroiden har en diameter på ungefär 13 kilometer och den tillhör asteroidgruppen Themis.